# Elecciones municipales de 2007 en Pinto
Las elecciones municipales de 2007 se celebraron en Pinto el domingo 27 de mayo, de acuerdo con el Real Decreto de convocatoria de elecciones locales en España dispuesto el 28 de marzo de 2007 y publicado en el Boletín Oficial del Estado el día 29 de marzo. Se eligieron los 21 concejales del pleno del Ayuntamiento de Pinto mediante un sistema proporcional (método d'Hondt) con listas cerradas y un umbral electoral del 5 %.

## Resultados
La candidatura más votada en esta legislatura fue la del PP, cuya lista estaba encabezada por Miriam Rabaneda Gudiel, obteniendo 9 escaños en el pleno municipal, cuatro más que en la anterior legislatura. El PSOE de Juan José Nieto obtuvo 9 escaños, perdiendo 4 concejales con respecto a las elecciones de 2003. El partido municipal Juntos por Pinto, mantuvo lo 2 concejales que consiguió en la anterior legislatura, e Izquierda Unida perdió un concejal, obteniendo solo 1. Los resultados completos se detallan a continuación.
| Candidatura                                    | Candidatura                                    | Votos  | %                               | Concejales                      |
| ---------------------------------------------- | ---------------------------------------------- | ------ | ------------------------------- | ------------------------------- |
|                                                | Partido Popular (PP)                           | 7915   | 40,94                           | 9                               |
|                                                | Partido Socialista Obrero Español (PSOE)       | 7282   | 37,66                           | 9                               |
|                                                | Juntos por Pinto                               | 1866   | 9,65                            | 2                               |
|                                                | Izquierda Unida                                | 983    | 5,08                            | 1                               |
| MIA Pinto                                      | MIA Pinto                                      | 431    | 2,23                            | 0                               |
| Los Verdes                                     | Los Verdes                                     | 317    | 1,64                            | 0                               |
| Iniciativa Social Mayores y Jubilados de Pinto | Iniciativa Social Mayores y Jubilados de Pinto | 186    | 0,96                            | 0                               |
| Votos en blanco                                | Votos en blanco                                | 681    | 3,26                            | n/a                             |
| Votos válidos                                  | Votos válidos                                  | 18 980 | 100,00                          | 21                              |
| Votos nulos                                    | Votos nulos                                    | 162    | Participación: \| \| 66,40 % \| | Participación: \| \| 66,40 % \| |
| Votantes                                       | Votantes                                       | 19 496 | Participación: \| \| 66,40 % \| | Participación: \| \| 66,40 % \| |
| Electores                                      | Electores                                      | 29 360 | Participación: \| \| 66,40 % \| | Participación: \| \| 66,40 % \| |
|                                                | 66,40 %                                        |        |                                 |                                 |

## Concejales electos
Relación de concejales electos:
| N.º | Nombre                            | Lista | Lista |
| --- | --------------------------------- | ----- | ----- |
| 1   | Miriam Rabaneda Gudiel            |       | PP    |
| 2   | Juan José Martín Nieto            |       | PSOE  |
| 3   | Julio López Madera                |       | PP    |
| 4   | Patricia Fernández Arroyo         |       | PSOE  |
| 5   | Juan Antonio Padilla Heredero     |       | PP    |
| 6   | Sixto Ortiz Gálvez                |       | PSOE  |
| 7   | Rosa María Ganso Patón            |       | PP    |
| 8   | Reyes Maestre Fraguas             |       | JP    |
| 9   | María Alita Camacho Velayos       |       | PSOE  |
| 10  | Alberto de las Heras Arroba       |       | PP    |
| 11  | José Porto González               |       | PSOE  |
| 12  | Tamara Rabaneda Gudiel            |       | PP    |
| 13  | Laura del Moral Catalán           |       | PSOE  |
| 14  | Fernando de Asís González de Jaén |       | PP    |
| 15  | José Miguel Govantes Sousa        |       | PSOE  |
| 16  | Alberto Vera Perejón              |       | PP    |
| 17  | Carlos Penit Rodriguet            |       | IU    |
| 18  | María Juana Valenciano Parra      |       | JP    |
| 19  | Julia Cerdeiros Morcillo          |       | PSOE  |
| 20  | Rosario Mendoza Muñoz             |       | PP    |
| 21  | José Luis Mayorga Expósito        |       | PSOE  |

## Investidura del alcalde
Miriam Rabaneda fue investida alcaldesa del municipio con el voto de sus nueve concejales y los dos de Juntos por Pinto, Juan José Martín Nieto del PSOE obtuvo 10 votos a favor con el apoyo del concejal de Izquierda Unida.  2.